# استالین خوب

150pxجلد رمان استالین خوب

استالین خوب عنوان رمانی از ویکتور ارافیف، نویسنده معاصر روس است. این رمان را زینب یونسی به فارسی ترجمه کرده و انتشارات نیلوفر سال ۱۳۸۸ آن را منتشر کرد.
این رمان نخستین اثری است که از ویکتور ارافیف به فارسی ترجمه شده‌است.
نسخه روسی این رمان سال ۲۰۰۴ منتشر شد و از پرفروش‌ترین آثار ادبیات معاصر روسیه در اروپا به شمار می‌رود.
استالین خوب  تاکنون به ۲۰ زبان ترجمه و منتشر شده‌است.

## موضوع رمان
ویکتور ارافیف در این رمان در قالب روایتِ سرنوشت پدرش که دیپلماتی معروف در شوروی سابق بوده‌است، به زندگی شخصی خود اشاره می‌کند و تاریخ دوره‌ای طولانی از سرزمین خود را بازگو می‌کند.
شیوه روایت در رمان استالین خوب پست مدرن است.

## گفتگو دربارهٔ رمان
مجله ادبی - هنری نافه به مناسبت انتشار این رمان در ایران، با ویکتور ارافیف گفتگو کرد. ارافیف در این مصاحبه گفته است «هنوز بسیاری از مردم کشورم از آنچه می نویسم متنفرند...آنها تمام تلاش خود را می کنند تا جلوی مرا بگیرند.» 
یکی از ویژگی‌های این رمان طنز آن است. نویسنده دربارهٔ آن گفته است «طنز سلاح خوبی است در مقابل دیکتاتوری ای که همیشه این ترس از ان هست که به افراطی گری کشیده شود.» 

## رونمایی در تهران
سه شنبه اول تیر ۱۳۸۹ ترجمه فارسی رمان استالین خوب با حضور ویکتور ارافیف در شهر کتاب مرکزی تهران رونمایی شد و نویسنده دربارهٔ رمانش توضیحاتی داد.
ارافیف در این مراسم گفت: در رمانم نشان داده‌ام انسان ذاتا میل به خشونت، تجاوز، حسادت و... دارد و باید شرایطی را برای خودش فراهم کند که این احساسات بد فرصت ظهور پیدا نکنند.